# Les Pâtureaux
Les Pâtureaux est une île de la Meuse, en France appartenant administrativement à Pouilly-sur-Meuse.

## Description
Elle s'étend sur un peu plus de 720 m de longueur pour une largeur maximale de moins de 60 m. Une passerelle la relie au nord-ouest à Pouilly-sur-Meuse, un barrage au nord-est et une écluse à la rive sud. La rue de l'île la traverse.  

## Histoire
Les pâtureaux étaient des lieux de « passure » du bétail du village.

## nVoir aussi